# Stupid Girl (chanson de Garbage)
Pour les articles homonymes, voir Stupid Girl.
Singles de Garbage
Queer
(1995) Milk
(1996)
Stupid Girl est une chanson de 1995, écrite, enregistrée et produite par le groupe de rock alternatif Garbage. Elle figure sur leur premier album, Garbage, dont elle est extraite en single le 11 mars 1996. 
La chanson fut composée par les membres de Garbage, Duke Erikson, Shirley Manson, Steve Marker et Butch Vig. Elle est fondée sur l'arrangement d'un échantillon de batterie du succès des années 1980, Train in Vain de The Clash, dont les auteurs, Joe Strummer et Mick Jones, sont crédités comme coauteurs de Stupid Girl,.

## Succès commercial
Aux États-Unis, Stupid Girl atteint le 2e rang du Billboard's Modern Rock Tracks chart et figure également dans le Billboard Hot 100 pendant 20 semaines, culminant à la 24e place. Elle connait également le succès de l'autre côté de l'Atlantique, où elle atteint le 4e rang du classement des ventes de singles au Royaume-Uni, pays où elle certifiée disque d'argent.

## Distinctions
La chanson a reçu deux nominations aux Grammy Awards : meilleure prestation vocale rock par un groupe ou un duo et meilleure chanson rock. Elle est également nommée aux MTV Europe Music Awards dans la catégorie meilleure chanson.

## Clip vidéo
Le clip vidéo, réalisé par Samuel Bayer, a reçu une nomination pour le MTV Video Music Award du meilleur nouvel artiste,

## Classements hebdomadaires
| Classement (1996)                     | Meilleure place |
| ------------------------------------- | --------------- |
| Australie (ARIA)                      | 47              |
| Canada (RPM 100 Singles)              | 30              |
| Canada (RPM Rock/Alternative Singles) | 2               |
| Écosse (OCC)                          | 8               |
| États-Unis (Billboard Hot 100)        | 24              |
| États-Unis (Alternative Songs)        | 2               |
| France (SNEP)                         | 38              |
| Irlande (IRMA)                        | 16              |
| Nouvelle-Zélande (RMNZ)               | 32              |
| Royaume-Uni (UK Singles Chart)        | 4               |
| Royaume-Uni (UK Rock Chart)           | 1               |

## Certifications
| Pays              | Certification | Unités certifiées |
| ----------------- | ------------- | ----------------- |
| Royaume-Uni (BPI) | Argent        | 200 000           |